# Abigail Clayton
Abigail Clayton (* 28. November 1948 in New York City als Gail Lawrence; † 1. Dezember 2021 in Lakeport, Kalifornien) war eine US-amerikanische Pornodarstellerin aus der sogenannten Golden Age of Porn.

## Leben
Gail Lawrence wurde am 28. November 1948 in New York City als zweites von fünf Kindern eines Vaters irischer Abstammung und einer Mutter mit englischen und ungarischen Vorfahren geboren. Ihr Vater war zu dieser Zeit als Heizungstechniker tätig. Sie verbrachte ihre Kindheit im Bayside-Viertel des Stadtteils Queens, bevor die Familie in den Vorort Huntington auf Long Island zog. Gail machte 1966 an der Huntington High School ihren Schulabschluss. Anschließend besuchte sie die Stony Brook University, wo sie 1971 einen Bachelor of Fine Arts erhielt.
Nach ihrem Studium zog sie ohne konkrete berufliche Pläne nach San Francisco, da die dortige Szene damals ihren eigenen Worten nach "das Zentrum für interessante Dinge" darstellte.
Nach einigen kurzlebigen Aushilfstätigkeiten erhielt sie eine Anstellung als Produktions-Assistentin bei dem Porno-Regisseur Alex de Renzy.
Nach und nach begann sie auch vor der Kamera aufzutreten, zuerst
als Aktmodell für Männermagazine wie Hustler und Swank, dann als Pornodarstellerin in Filmen. Dazu nahm sie den Künstlernamen Abigail Clayton an. Insgesamt spielte sie in lediglich 15 Pornofilmen mit, schaffte sich aber durch diese einen Namen in der Branche. So spielte sie in den Pornoklassikern Femmes de Sade (1976) und 7 Into Snowy (1977). Ihr letzter Pornofilm war October Silk (1980). Für ihre Pornokarriere wurde sie 2008 in die XRCO Hall of Fame aufgenommen.
Sie trat auch als Filmschauspielerin in Mainstream-Filmen auf, wobei sie zu ihrem bürgerlichen Namen, Gail Lawrence, zurückkehrte. Ihre erste Rolle hatte sie 1978 in Affentraum an der Seite von Gérard Depardieu und Marcello Mastroianni. Es folgte William Lustigs kontroverser Horrorfilm Maniac (1980). 1981 drehte sie mit Der ausgeflippte Professor ihren letzten Film, bei der sie eine kleine Nebenrolle als Nonne hatte.
Nach ihrer Filmkarriere besuchte sie die Stern School of Business und machte einen MBA in Marketing 1985.
Sie starb 2021.

## Filmografie

### Filme
- 1978: Affentraum (Bye Bye Monkey)
- 1980: Maniac
- 1981: Der ausgeflippte Professor (So Fine)

### Pornofilme
- 1976: The Girls in the Band
- 1976: Dixie
- 1976: Love Lips
- 1976: Femmes de Sade
- 1976: Spirit of Seventy Sex
- 1976: Naked Afternoon
- 1977: Hot Cookies
- 1977: Desires Within Young Girls
- 1977: A Coming of Angels
- 1977: 7 Into Snowy
- 1977: Sex World
- 1978: Untamed
- 1978: Health Spa
- 1979: Cave Women
- 1980: October Silk